# Actually
Actually è il secondo album in studio del gruppo musicale britannico Pet Shop Boys, pubblicato il 7 settembre 1987 dalla Parlophone.
Dall'album vennero estratti quattro singoli: It's a Sin, Rent, What Have I Done to Deserve This? e Heart. Ogni singolo entrò nella Top10 del Regno Unito (le loro posizioni rispettivamente furono prima posizione, ottava posizione, seconda posizione e prima posizione), rendendo Actually l'album più famoso del duo in termini di posizionamenti.

## Descrizione
Musicalmente non è molto diverso dal loro primo e precedente album Please, soprattutto in virtù del fatto che molte delle canzoni incluse nell'album furono composte nello stesso periodo in cui vennero composte quelle per Please.
L'album è uno dei più graditi sia dai critici sia dai fan e funse da maggiore conferma per la fama mondiale che i Pet Shop Boys avevano acquistato due anni prima con West End Girls.
Originariamente il titolo scelto per l'album avrebbe dovuto essere Jollysight. Al riguardo, Chris Lowe commentò che il nome deriva «da un hotel che noi due vedemmo in Italia. Quando le persone ci chiedevano il perché di questo titolo, noi potevamo rispondere "perché è una vista migliore dell'ultimo album"».

### Edizione speciale
Il 4 giugno 2001 Actually venne ristampato con il titolo Actually/Further Listening 1987–1988. La riedizione, oltre a contenere il disco originale in veste rimasterizzata, presente un disco aggiuntivo costituito da b-side e remix realizzati dal gruppo tra il 1987 e il 1988. Un'altra riedizione fu pubblicata il 9 febbraio 2009 con il titolo di Actually: Remastered.

## Tracce
Testi e musiche di Neil Tennant e Chris Lowe, eccetto dove indicato.
1. One More Chance – 5:30 (Neil Tennant, Chris Lowe, Bobby Orlando)
2. What Have I Done to Deserve This? (Dusty Springfield) – 4:18 (Neil Tennant, Chris Lowe, Allee Willis)
3. Shopping – 3:37
4. Rent – 5:08
5. Hit Music – 4:44
6. It Couldn't Happen Here – 5:20 (Neil Tennant, Chris Lowe, Ennio Morricone)
7. It's a Sin – 4:59
8. I Want to Wake Up – 5:08
9. Heart – 3:58
10. King's Cross – 5:10

Further Listening 1987–1988 – CD bonus nella riedizione del 2001
1. I Want to Wake Up (Breakdown Mix) – 6:00
2. Heart (Shep Pettibone Version) – 4:12
3. You Know Where You Went Wrong – 5:50
4. One More Chance (Seven-inch Mix) – 3:50
5. It's a Sin (Disco Mix) – 7:41
6. What Have I Done to Deserve This? (Extended Mix) – 6:47
7. Heart (Disco Mix) – 8:40
8. A New Life – 4:55
9. Always on My Mind (Demo Version) – 4:03
10. Rent (Seven-inch Mix) – 3:33
11. I Want a Dog – 4:58
12. Always on My Mind (Extended Dance Mix) – 8:15
13. Do I Have To? – 5:15
14. Always on My Mind (Dub Mix) – 2:15

## Classifiche
| Classifica (1987) | Posizione massima |
| ----------------- | ----------------- |
| Australia         | 41                |
| Austria           | 5                 |
| Germania          | 2                 |
| Norvegia          | 3                 |
| Nuova Zelanda     | 7                 |
| Paesi Bassi       | 5                 |
| Regno Unito       | 2                 |
| Stati Uniti       | 25                |
| Svezia            | 2                 |
| Svizzera          | 3                 |

## Riconoscimenti
- Actually è stato incluso nella raccolta dei 1001 album da ascoltare prima di morire.
- Nel 2006 Q introdusse Actually alla posizione numero 22 nella classifica dei migliori 40 album degli anni ottanta.[10]
- Nel 2012 Slant Magazine introdusse Actually alla posizione numero 88 nella classifica dei migliori album degli anni ottanta.[11]
- Nel 2013 l'emittente radiofonica BBC Radio 2 incluse Actually fra i suoi 100 album più trasmessi e ha fatto votare ai suoi ascoltatori la graduatoria di "album preferito". Dopo il lungo voto Actually si classificò al 7º posto sui 100 album in concorso.[12]